# Водно-інформаційний центр
Водно-інформаційний центр (неофіційна назва Музей води) — інформаційний центр в Києві, відкритий 24 травня 2003 року у спорудах першого київського централізованого водогону, побудованих в 1872 та 1876 роках за проектом архітектора Олександра Шіле.
Метою створення центру є покращення інформованості населення стосовно цінностей водних ресурсів та поглиблення усвідомлення важливості їх збереження та раціонального використання. Експозиція центру розповідає про роль води у природі та житті людей, про історію Київського водогону, технології очищення та транспортування води до споживача, водовідведення та очищення стічних вод. Також в експозиції є ігровий майданчик.
Водно-інформаційний центр є одним із найвідвідуваніших закладів Києва. Мільйонний відвідувач побував у центрі 2 квітня 2011 року, станом на 23 березня 2014 центр відвідало понад 1,4 млн екскурсантів зі 107 країн світу. У квітні 2014 року заклад прийняв 1,5-мільйонного відвідувача.

## Історія
Водно-інформаційний центр створено Київською міською державною адміністрацією за підтримки Міністерства довкілля Данії до Дня Києва 24 травня 2003 року, під час проведення в Києві 5-ї Європейської конференції міністрів охорони навколишнього середовища «Довкілля для Європи».
Центр розміщено у відновлених спорудах першого київського централізованого водогону: водонапірних баштах, побудованих в 1872 та 1876 роках (архітектор Олександр Шіле), та підземному резервуарі чистої води.
Башта, в якій знаходиться вхід до закладу, збудована у 1875—1876 роках і реконструйована 2003 року за первісними кресленнями із відновленням пожежної каланчі. Має висоту 29 метрів.
Сусідня башта, збудована у 1871-72 роках та розібрана у 1939-40 роках, була відновлена також за старовинними кресленнями. У цій башті розміщено адміністрацію центру.
Основна експозиція розміщується у приміщенні колишнього підземного резервуара чистої води, побудованого 1909 року. Резервуар було збудовано після переходу міста на артезіанське водопостачання з метою кращого забезпечення містян водою.
Автором виставкової експозиції є дизайнер з Данії Карстон Моллер.

## Експозиція
Експозиція знайомить з кругообігом води в природі, при цьому їй притаманні ознаки музею, технічної виставки та аквапарку.

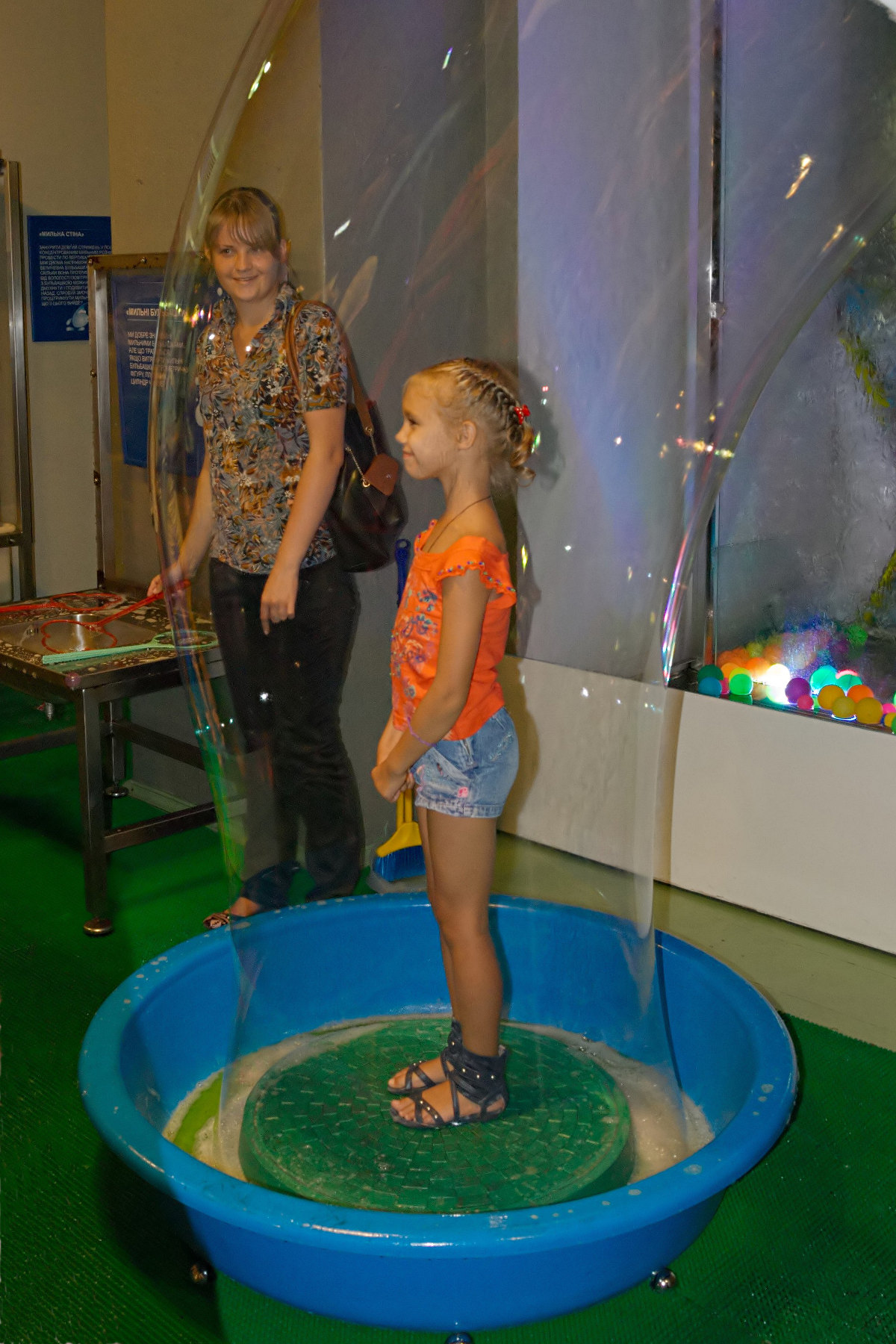
Дитина всередині мильної бульбашки

Огляд експозиції дає змогу в нетрадиційній формі ознайомитись з водою, процесом водопідготовки, методами раціонального водокористування в побуті, здійснити подорож каналізаційним колектором до очисних споруд Бортницької станції аерації.
Розповідається також про історію створення централізованого водопроводу в місті, відкритого 1 березня 1872 року та історії водопроводу міста загалом, що діяв на Подолі щонайменше від 1633 року. Представлені автентичні експонати 18-21 століть (дерев'яні, керамічні, чавунні та пластикові водопровідні труби).

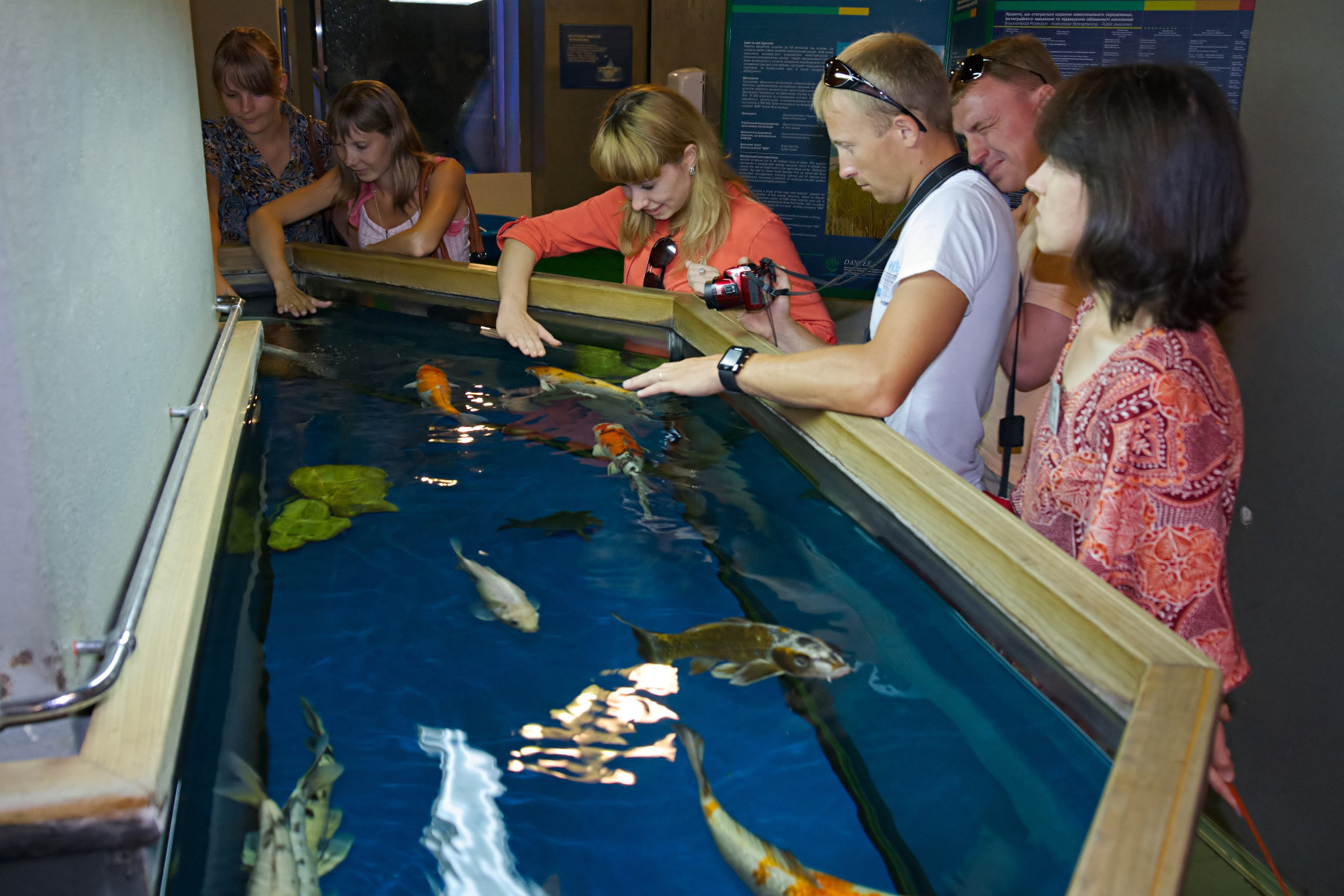
Акваріум з коропами кої

Під час подорожі в світ води можна спостерігати за таненням льодовиків, зародженням дощу та виверженням гейзерів. Можна змінити русло річки на макеті, побавитись з великими мильними бульбашками, перевірити силу на водяному насосі, познайомитись із живими рибами — японськими коропами кої.

## Туристична інформація
Адреса центру — вул. Михайла Грушевського, 1В.
Режим роботи:
- З середи по п'ятницю: з 10:00 до 17:00 (з жовтня по травень з 10:00 до 16:00)
- Субота, неділя: з 10:00 до 18:00 (з жовтня по травень з 10:00 до 17:00)
- Понеділок, вівторок: санітарні дні.

Вхід останньої групи за 60 хвилин до закриття. З травня по вересень час роботи центру продовжується на одну годину.
Відвідування центру відбувається в складі екскурсійних груп, які формуються при вході. Екскурсійне обслуговування входить у ціну квитка. Екскурсії проводяться українською, а також англійською, польською та російською мовами.

## Галерея

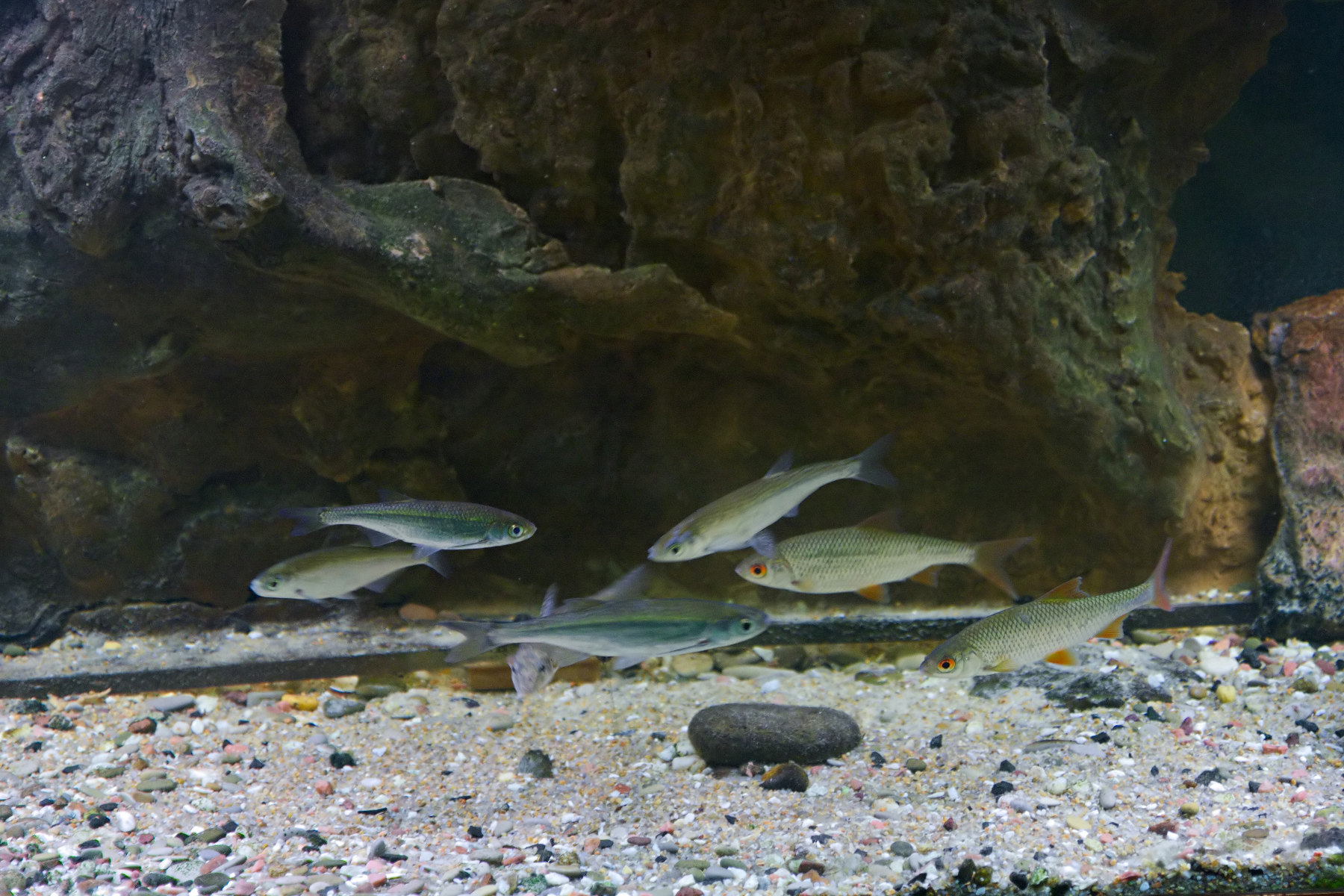
Акваріум з рибою, виловленою у Дніпрі
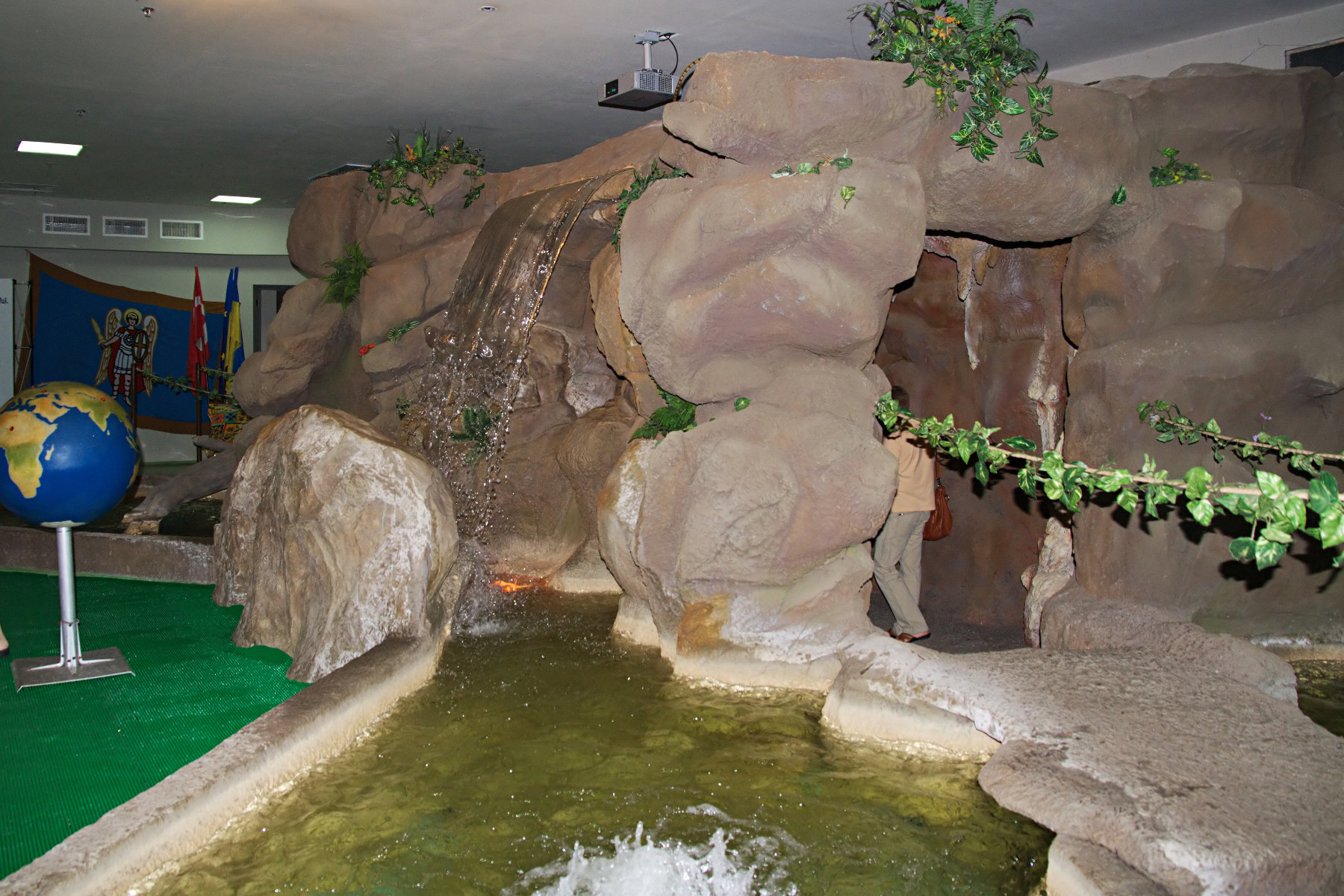
Лагуна з штучними гротом та водоспадом
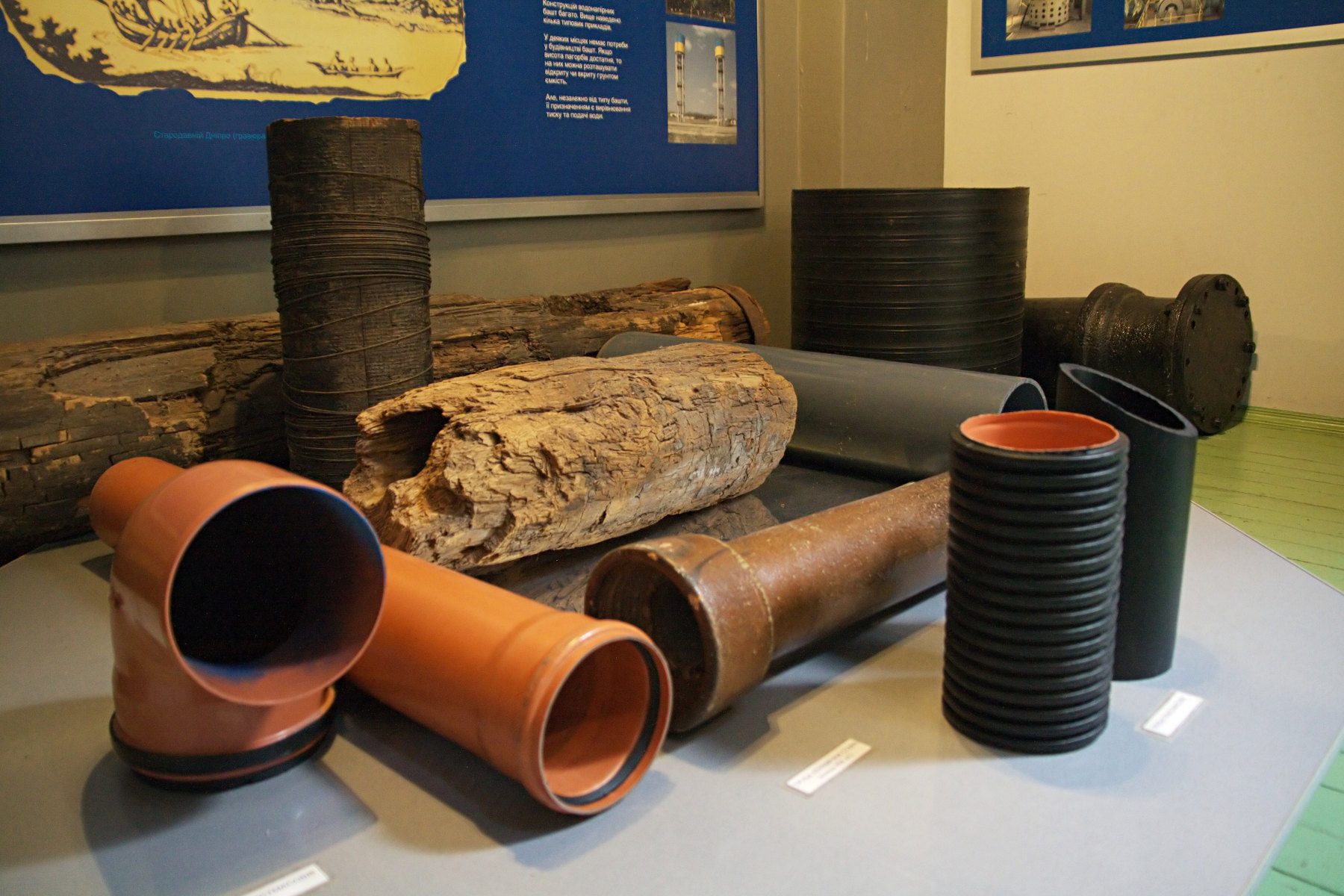
Експозиція старовинних та сучасних водогінних труб (стара версія експозиції)
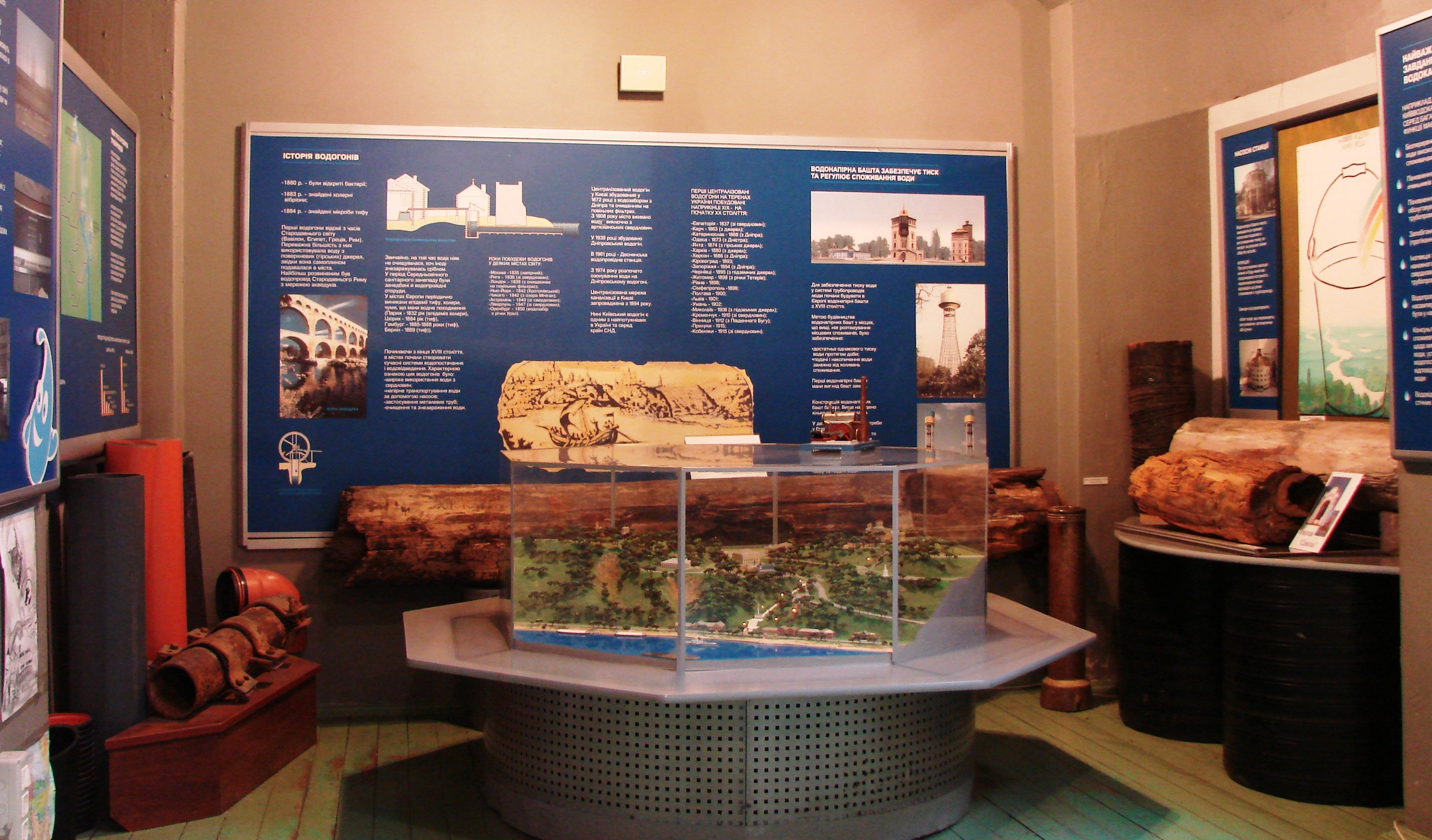
Експозиція "Історія централізованого водопостачання Києва" та колекція старовинних труб 18-19 століть (сучасна версія експозиції)
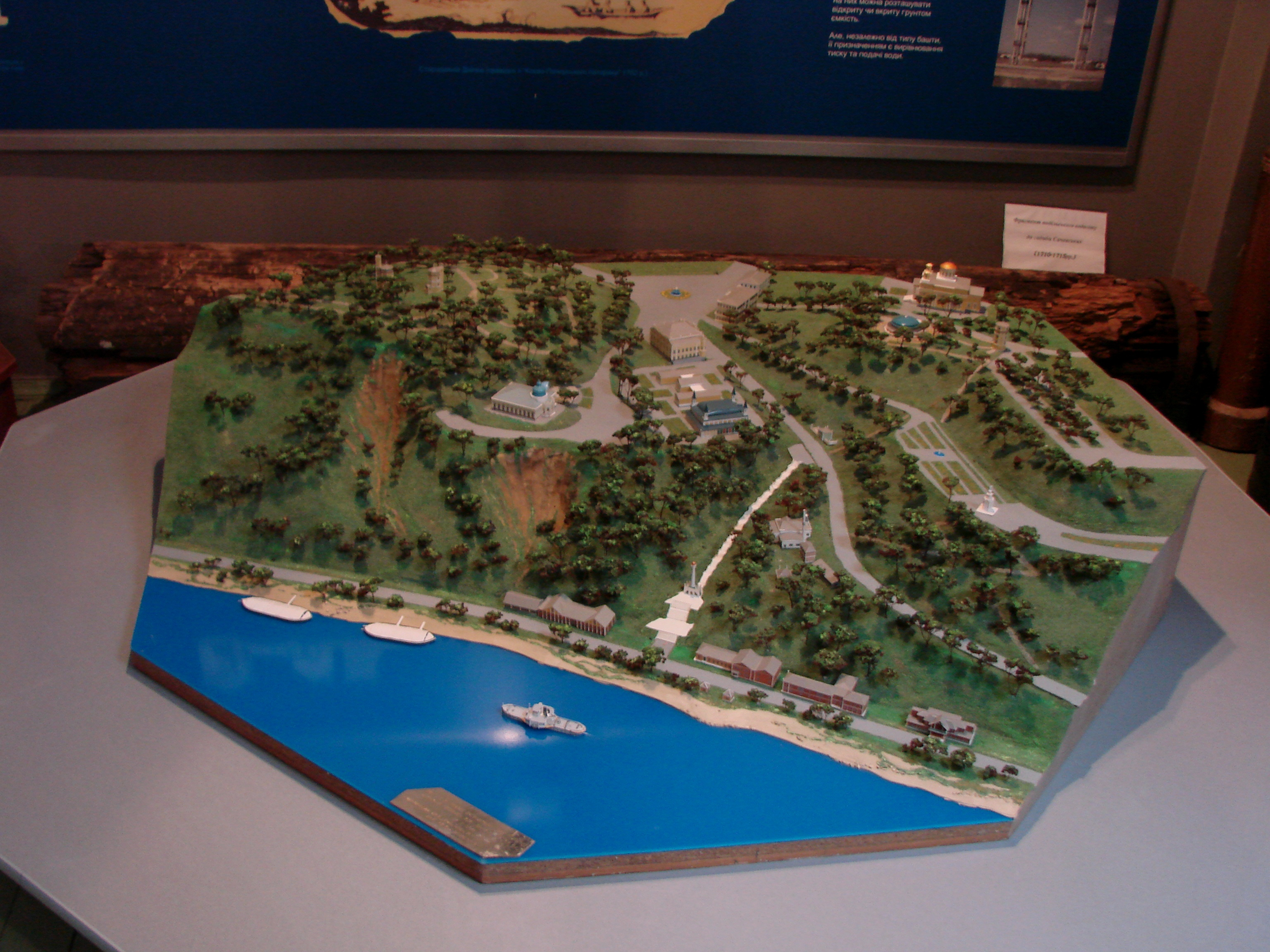
Макет центральної частини міста межі 19-20 століть. На задньому плані - старовинна труба 1710-15 років, фрагмент Подільського водогону
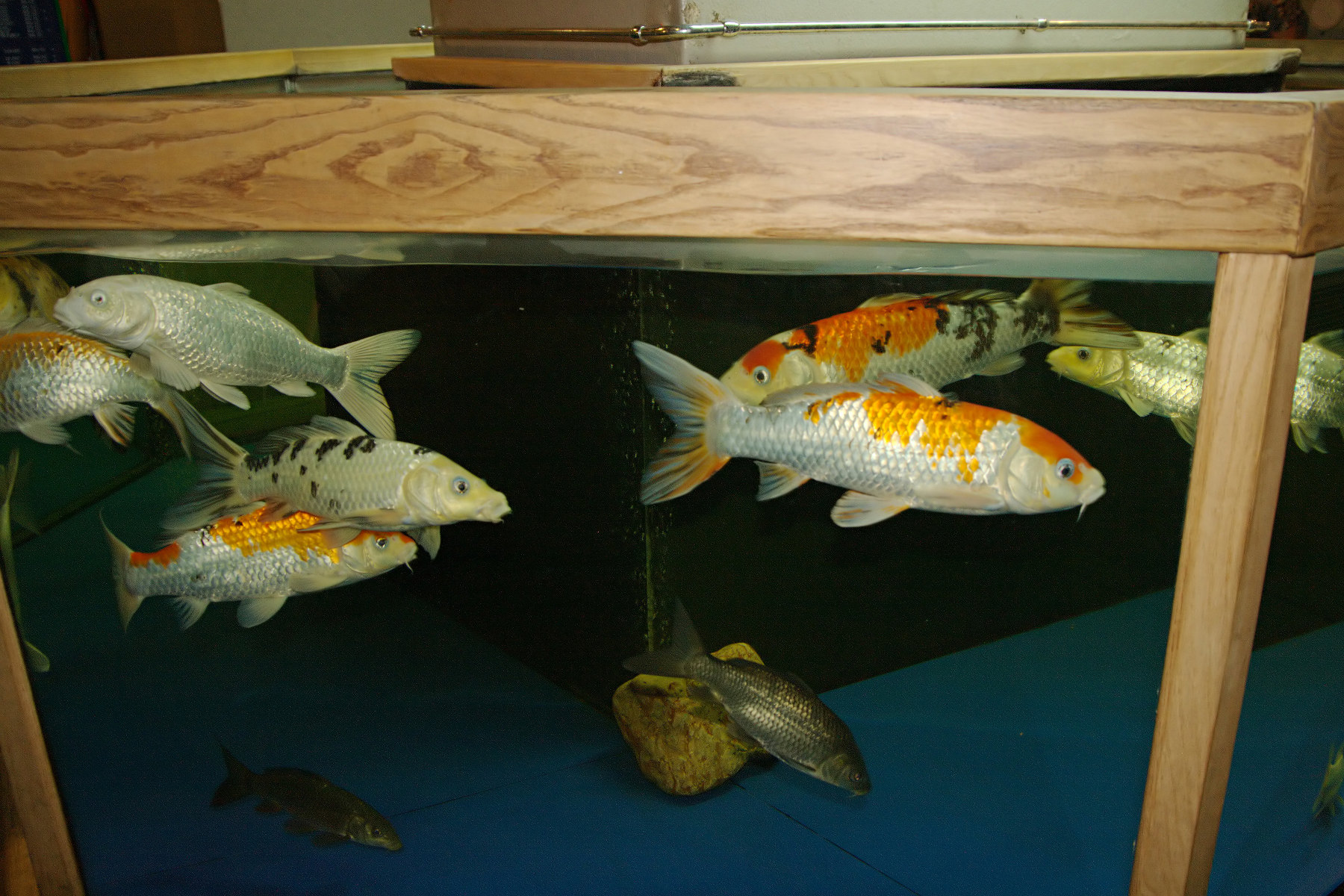
Акваріум з коропами кої
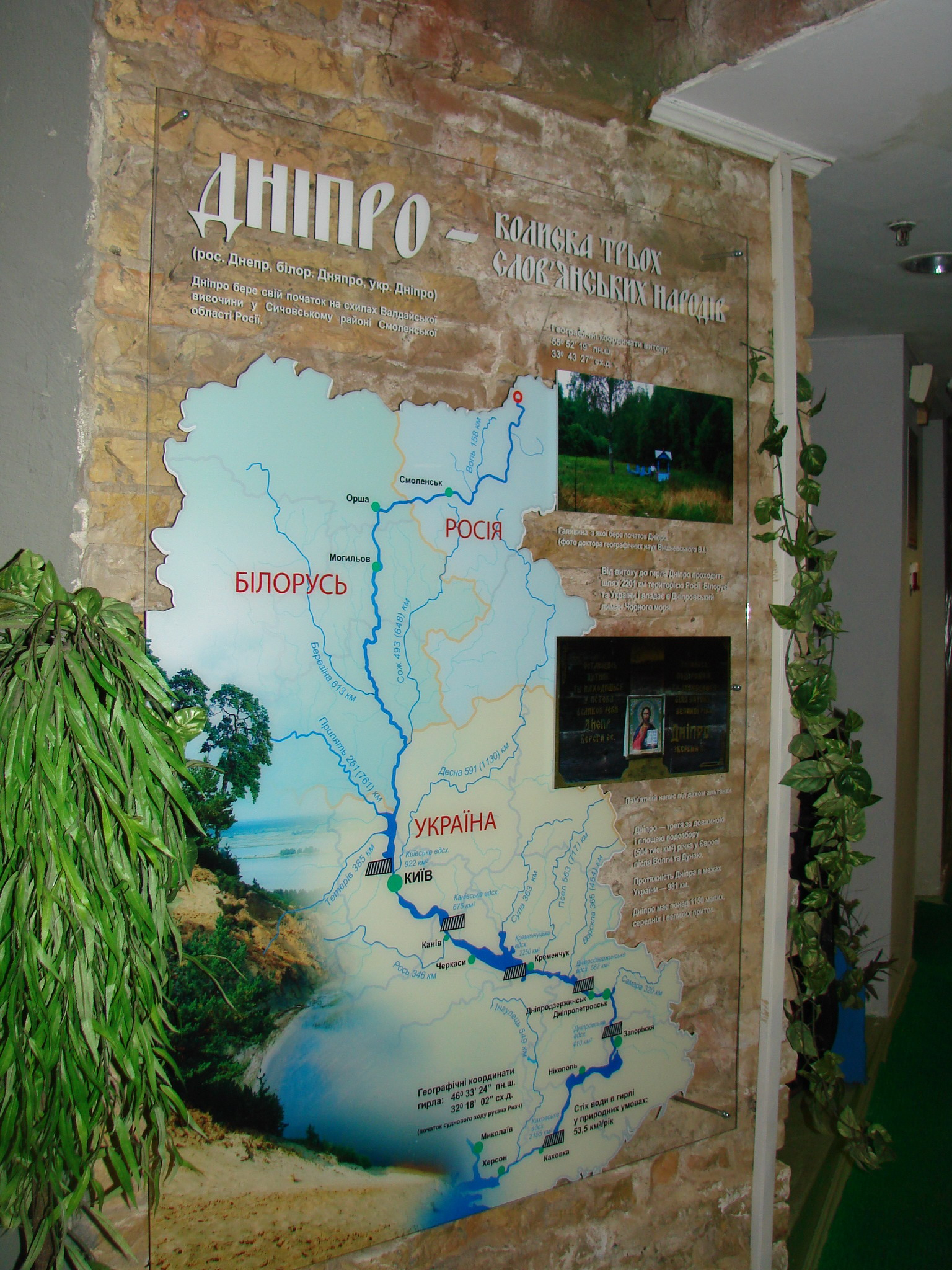
Стенд «Дніпро-колиска трьох слов'янських народів»